# Селби, Марк
Марк Э́нтони Се́лби (англ. Mark Anthony Selby; род. 19 июня 1983, Лестер[…]) — английский профессиональный игрок в снукер. Член Зала славы снукера с 2015 года, один из наиболее успешных игроков «нового» поколения.
Четырёхкратный чемпион мира (2014, 2016, 2017, 2021), трёхкратный чемпион Мастерс (2008, 2010, 2013) и ряда других рейтинговых турниров. Автор 100-го максимального брейка (147 очков) в истории снукера
Член Ордена Британской империи (2022)

## Карьера

### Ранние годы
Селби впервые стал известен в 1998 году, когда выиграл чемпионат Англии для игроков младше пятнадцати лет. Именно тогда в нём заметили перспективного игрока. Весь сезон 1998/99 годов он участвовал в челлендж-турах и завоевал себе место в мэйн-туре в 16 лет. За первый сезон самым серьёзным достижением Селби стало попадание в состав 64 сильнейших в 9 квалификациях. Марк смог занять 122-ю строчку рейтинга, но это стало началом его пути.
Ему удалось войти в 48 сильнейших на China Open в сезоне 2000/01 годов, что стало его единственным достижением на тот момент. Он поднялся в рейтинге до 95-го места, сохраняя своё место в мэйн-туре. Но уже в следующем сезоне ему удалось сделать почти невозможное для его возраста — он вышел в полуфинал открытого чемпионата Китая. Там он победил Джо Свэйла, после чего продемонстрировал свой потенциал, победив таких "звёзд снукера" как Стивен Хендри и Ронни О’Салливан. 
В полуфинале Селби уступил Энтони Хэмилтону. Так ему  удалось выйти в финальный раунд квалификации на чемпионат мира, и он закончил сезон, попав на 56-ю строчку рейтинга. Но несмотря на победы над сильными соперниками, для его возраста (19 лет) это был скромный результат, который вероятно не мог претендовать на место выше 30-го в рейтинге. 
В сезоне 2002/03 Марку трижды удалось выйти в финальную стадию турниров (1/16 финала). На рейтинговом Scottish Open он победил Пола Хантера, Мэттью Стивенса, Алистера Картера и Кена Доэрти. Это был первый финал для Селби. Но в финале он проиграл Дэвиду Грэю 7:9. К следующему сезону он уже имел 29-й мировой рейтинг, что стало неплохим результатом.
В дальнейшем Марк регулярно попадал в 1/8 или в 1/16 финалов престижных турниров, но ему ни разу не удавалось показать серьёзные результаты. В 2005 году он впервые отквалифицировался на чемпионат мира, где проиграл Джону Хиггинсу 5:10. С 2004 по 2006 годы Селби не попадал в топ-32 и вернулся туда лишь по окончании Снукерного сезона 2005/06, когда он стал 28-м. Тогда он заслужил внимание, обыграв Хиггинса на ЧМ 2006 года в первом раунде 10:4. Но не смог продвинуться дальше 2-го раунда, и проиграл Марку Уильямсу 9:13. Однако своей игрой он показал, что может бороться с сильными игроками.

### Прорыв
Фактическим началом карьеры Селби как сильного игрока стал сезон 2006/07. Здесь ему удалось выйти в основные стадии турниров, и он показал хорошую игру на Открытом чемпионате Уэльса по снукеру Welsh Open, где уступил Ронни О'Салливану 1:5 во втором раунде. Он вышел в 1/8 финала на Northern Ireland Trophy и в Китае. 
«Открытием сезона» Марк стал в возрасте 23 лет на чемпионате мира 2007 года. Он начал чемпионат проигрывая Стивену Ли со счётом 0:5, однако отыгрался и выиграл матч со счётом 10:7. Во втором раунде он взял реванш у Питера Эбдона за поражение на чемпионате Великобритании UK 2006. Марк выиграл со счётом 13:8. Он выдержал матч с Али Картером в четвертьфинале. В контровой партии после ошибки Али он выиграл — 13:12.
Далее у него состоялся матч с Шоном Мёрфи, до этого победившем в четвертьфинале Мэттью Стивенса. Эта победа показала намерения Шона восстановить свой титул, который он выиграл в 2005 году. Селби показал сильную игру, но Мёрфи лидировал — 16:14. Затем Марк продемонстрировал отличную концентрацию и сравнял счет — 16:16. Дальше, начав серию со сложного шара, он уверенно шёл к победе. Упал фрейм-бол, и Мёрфи требовалось 2 снукера, чтобы взять матч. Забив ещё 1 красный со второго подхода, Марк вышел в свой второй рейтинговый финал. 
Он в третий раз встретился с Джоном Хиггинсом. В матче Джон вышел вперёд после 2-й сессии — 12:4. Но к вечеру следующего дня Марк сделал счёт 13:14. Однако Хиггинс продемонстрировал сильнейший снукер и переиграл Селби, счёт составил 18:13.
Марк Селби попал на 11-е место в табели о рангах. После этого Селби стал известен не меньше, чем многие призёры. 
На турнире-челлендже в Варшаве Марку удалось победить Хиггинса, 5:3, взяв у него реванш.

### Сезон 2007/08
Следующий сезон Марк начал очень хорошо. Победив ещё раз Хиггинса на новом турнире Шанхай Мастерс, он вышел в полуфинал, где проиграл Доминику Дэйлу, 3:6. Ему не удалось выйти из группы на Гран-при 2007 года, так как он проиграл Питеру Эбдону, 2:4. Также он проиграл Барри Хокинсу в Северной Ирландии, 4:5, в первом же раунде. Сезон продолжался. 
Начался чемпионат Великобритании UK 2007. Он выиграл у Энтони Хэмилтона и Дэйва Харольда. 
Тяжёлым оказался матч с Марко Фу. Во время него Селби постоянно лидировал. При счете 8:7 соперники сыграли очень долгую партию, продолжительностью примерно в 75 минут. Марк выиграл 9:7 — и вышел в полуфинал. 
Его соперником, в очередной раз стал Ронни О’Салливан — один из самых талантливых игроков снукера. Селби повёл в матче с О’Салливаном: 3:0, 4:1, 6:3 и 7:5. После вынужденного простоя, О’Салливан выиграл 3 партии подряд и повёл — 8:7. Селби с серией сравнял счёт и приготовился к контровой. Получив шар для игры, он не смог забить его. Здесь случился переломный момент игры - Салливан сделал максимальный брейк - 147, тем самым выиграв матч.
Уже на следующем турнире (Мастерс 2008) Селби снова показал себя способным игроком и выиграл три матча со счётом 6:5 у Стивена Магуайра, Стивена Хендри и Кена Доэрти. 
В финале ему довелось играть со Стивеном Ли. Игра Марка ухудшилась, он собирал лишь открытые позиции, но всё же выиграл матч, 10:3. В этот раз в матче он не продемонстрировал качественной игры. Его соперник тоже, в частности не сделал ни одной серии, достигшей 50 очков. 
В последнем фрейме Селби повторил высший брейк на турнире Кена Доэрти, тем самым разделив с ним денежный приз). Это был первый титул Селби в карьере, и один из очень престижных. Он выиграл Мастерс, попав на него впервые.

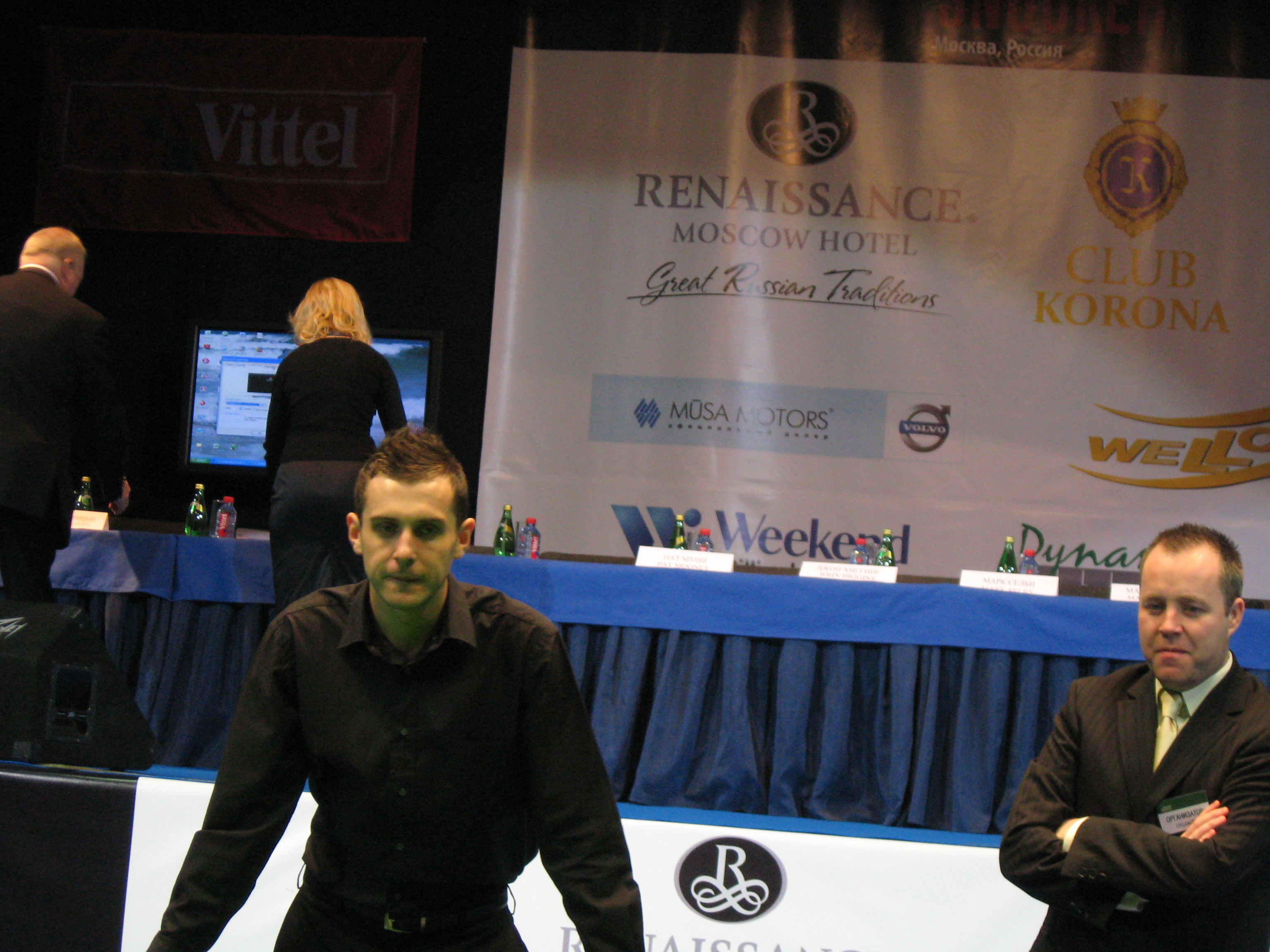
Марк Селби и Джон Хиггинс на турнире World Series of Snooker, Москва — 2008

### Сезон 2008/09
В первой половине сезона 2008/09 особых достижений у Селби не было. В финалах в Премьер-лиге и Мастерс он проиграл О’Салливану. На чемпионате мира Марк дошёл до 1/4 финала, где в тяжелом матче проиграл со счётом 12:13 будущему чемпиону — Джону Хиггинсу. 
По итогам сезона он заработал 229 тыс. фунтов но 17925 рейтинговых очков, в результате чего опустился на седьмую строчку рейтинга на сезон 2009/10. После этого Барри Хирн — промоутер и владелец Премьер-лиги — не дал Марку приглашения на участие в Премьер-лиге 2009/10, несмотря на очень хорошее выступление в ней в прошлом сезоне.

### Сезон 2009/10
На турнире Jiangsu Classic 2009 в Китае Селби сделал свой первый в карьере официальный максимальный брейк — 147 очков.
- 147 Марка Селби — видео

В финале турнира Мастерс Марк вновь встретился с Ронни О’Салливаном. Проигрывая по ходу матча 6:9, Селби смог вырвать победу 10:9, взяв таким образом реванш у О’Салливана за поражение в прошлом году.
В полуфинале чемпионата мира в тяжелейшей борьбе с обретшим прекрасную форму Грэмом Доттом Селби уступил со счётом 14:17. В мировом рейтинге Марк занял 9 место.

### Сезон 2010/11
В начале сезона Селби выиграл 2-й этап новой мини рейтинговой серии Players Tour Championship, переиграв в финале Барри Пинчеса со счётом 4:3, уступая по ходу матча 1:3. Победа на следующем турнире последовала очень скоро: через две недели Марк выиграл титул на Sangsom Six-red World Championship 2010 (в формате 6 красных шаров), обыграв в финале Рики Уолдена со счётом 8:6.
На Мастерс 2011 Селби проиграл в первом раунде, прервав таким образом свою серию из трёх финалов подряд на этом турнире. Позже он достиг финала рейтинговых German Masters и China Open, но в обоих случаях проиграл — Марку Уильямсу и Джадду Трампу соответственно.
На чемпионате мира 2011 года Марк дошёл до 1/4-й. В первом раунде он разгромил Джимми Робертсона, во втором, как и год назад — Стивена Хендри. В матче против Хендри Селби стал обладателем сразу нескольких примечательных достижений: так, в 16-м фрейме ему необходимы были 4 снукера для победы — и он выиграл этот фрейм. В том же матче Марк довёл количество сотенных серий за сезон до 53-х и, таким образом, побил рекорд самого Хендри, который сделал 52 сенчури в сезоне 1995/96. И тут же Селби поставил рекорд Крусибла, сделав 6 сенчури в одном матче.
В четвертьфинале Марк проиграл Дин Цзюньхуэю со счётом 10:13. В официальном рейтинге он занял третье, наивысшее на тот момент для себя место.

### Сезон 2011/12
В начале сезона Селби выиграл пригласительный турнир в Китае Wuxi Classic, обыграв в финале Алистера Картера со счетом 9:7. В августе он стал победителем Paul Hunter Classic 2011 (PTC-4) в Германии, победив в финале Марка Дэвиса, 4:0; в сентябре Селби выиграл второй рейтинговый турнир в карьере — Шанхай Мастерс.

### Сезон 2012/13

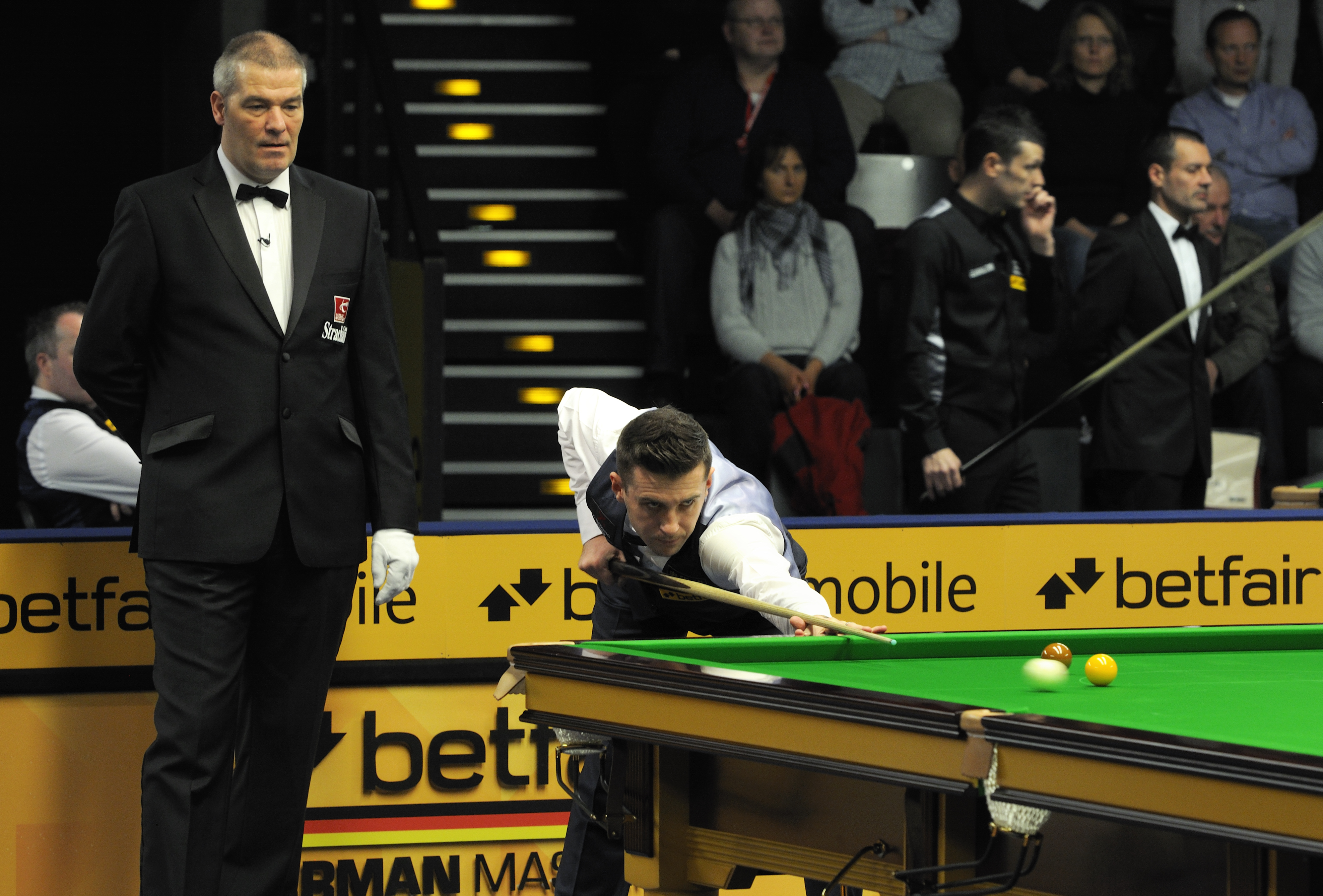
Марк Селби на German Masters в 2013 году

Неудовлетворительно начав сезон из-за проблем со спиной, сопровождавших Селби с Чемпионата мира 2012, Марк потерял лидерство в рейтинге, которое занял Джадд Трамп. Вернуть первую строчку удалось за счет победы в Чемпионате Великобритании 2012, где Марк Селби победил в финале Шона Мерфи со счетом 10:6. Марк вошёл в число лучших снукеристов мира, обладавших двумя из трех самых престижных наград (Чемпионат Великобритании и Мастерс), для завоевания почетной Тройной короны снукера Марку Селби необходимо было выиграть Чемпионат мира. Выиграв UK, Марк пошёл дальше и добился победы на 13-м этапе Европейского тура PTC, в финале обыграв шотландца Грэма Дотта — 4:3. А в январе 2013 года Марк выиграл свой третий Мастерс, переиграв в финале Нила Робертсона со счетом 10:6.  
Таким образом из 19 матчей, проведённых в рамках этого турнира, Селби выиграл 16. Помимо этого беспроигрышная серия Марка насчитывала 16 матчей. Следующий крупный турнир проходил в Берлине. В начале турнира Селби одержал победу над Джо Пэрри, переиграв соперника со счетом 5:2. В 1/16 финала, в напряженном матче с Дином Цзюньхуэй, выиграл — 5:3. В четвертьфинале Марк неожиданно уступил Барри Хокинсу с разгромным счетом 1:5, прервав свою беспроигрышную серию, которая насчитывала 20 матчей. После поражения Селби начал вести подготовку к престижному турниру Welsh Open. В квалификации, которую требовалось пройти даже игрокам входящих в топ-16, Марк, с его игрой (99 % результативности) и брейком в 144 очка, обыграл легендарного игрока Стива Дэвиса — 4:0. Однако в 1/32 финала Селби без вариантов уступил Джо Пэрри со счетом 0:4. За весь матч Марк сумел набрать лишь 54 очка.  
На World Open, который проходил в китайском городе Хайкоу, Марк снова проигрывает уже на стадии четвертьфинала австралийцу Нилу Робертсону со счетом 3:5. Серия неудачных результатов продолжилась и на Гранд-финале PTC. Селби потерпел поражение уже на стадии 1/32 финала, уступив молодому Джеку Лисовски — 3:4. По итогам сезона всех 13 турниров РТС Марк показал лучший результат. После серии не самых благоприятных результатов Марк отправился в Пекин на China Open. Этот турнир стал последним перед Чемпионатом мира. 
В первом матче против Марка Кинга Селби продемонстрировал хорошую игру: за матч сделал три сенчури брейка и выиграл очень уверенно — 5:1. В третьем фрейме Марк шёл на максимальный брейк, сыграв все 15 красных с 15-ю черными, однако при выходе на розовый в концовке Селби допустил неточность. Предпоследний шар он смог забить, но выход на чёрный получился слабым и Марк допустил ошибку. Селби забил 35 шаров, однако последний чёрный забить не удалось (140 очков). Второй матч Селби также выиграл, переиграв Рики Уолдена — 5:2. В четвертьфинале Марк уверенно обыграл тезку Уильямса с разгромным счетом — 5:1. В полуфинальном матче против соотечественника Шона Мёрфи Селби также отличился — 6:2. В финале Марк уступил Нилу Робертсону со счетом 6:10.  

Перед Чемпионатом Мира Селби набрал хорошую форму и считался одним из главных фаворитов в Крусибле. В своём первом матче Марк с хорошей игрой переиграл Мэттью Селта — 10:4. В 1/8 соперником Селби стал входящий в топ-16 мирового рейтинга Барри Хокинс. Первую сессию Селби выиграл со счетом 5:3, а во второй было равенство — 4:4 и общий счёт 9:7 в пользу Марка. В заключительном отрезке матча Барри вёл - 1:6, и в конце Селби проиграл матч — 13:10. После матча триумфатор игры — Барри Хокинс сказал: 
У меня нет слов – я в восторге. Это один из лучших результатов за всю мою карьеру. Ощущения такие, словно выиграл чемпионат мира.

В свою очередь Селби отметил, что на нынешнем чемпионате мира ему не удалось раскрыть весь свой потенциал: 
Я сражался до самого конца матча, но Барри использовал свои шансы и был лучше меня. Я боролся на протяжении всего сезона, выиграл два турнира, хотя играл не так здорово. Приехав сюда, я был уверен в своих силах, но сейчас разочарован своим выступлением. Не было драйва и энергии в моих действиях, я не показал всего, на что способен.

### Сезон 2013/14
В начале сезона Селби выбыл из первого рейтингового турнира на стадии квалификации (с нового сезона квалификацию должны проходить игроки, входящие в топ-16 мирового рейтинга). 
В Австралии на Australian Goldfields Open, он дошёл до стадии полуфинала, проиграв хозяину Нилу Робертсону. В следующем рейтинговом турнире — Shanghai Masters - Селби выбыл на стадии четвертьфинала. 
Первый титул в сезоне Марк выиграл в бельгийском Антверпене на седьмом этапе европейского тура, переиграв в финале Ронни О'Салливана — 4:3. В декабре на втором по престижности турнире (после Чемпионата мира) — Чемпионате Великобритании Селби в полуфинальном матче против Рики Уолдена сделал свой второй максимальный брейк в карьере, который стал 100-м в истории снукера. Выиграл Чемпионат Мира 2014, обыграв действующего чемпиона Ронни О’Салливана со счётом 18:14

### Сезон 2014/15
Считается, что в этом сезоне сработало известное «Проклятие Крусибла» — Марку не удалось защитить добытые в прошлом году титул, трофей и корону, которые перешли к Стюарту Бинэму.

### Сезон 2015/16
Марк выигрывает Чемпионат мира, обыграв в финале Дина Джуньху, тем самым становится 6-м игроком, который в один год выиграл и Чемпионат мира и Чемпионат Великобритании. А его рейтинговые очки вплотную подходят к 1-му миллиону фунтов и становятся 997 942 футов стерлингов.

### Сезон 2016/17
Этот сезон был одним из лучших в карьере Марка Селби. Он выиграл 5 рейтинговых турниров в этом сезоне, повторив рекорд Стивена Хендри.
Первую рейтинговую победу Марк одержал на турнире с призовыми Paul Hunter Classic. В сентябре Селби выходит в финал Шанхай Мастерс, но проигрывает Дину Джуньху 10-6. Таким образом Дин взял реванш за проигрыш в финале Чемпионата мира 2016. Однако, уже в октябре Селби выигрывает в  International Championship — третьем турнире по количеству рейтинговых денег в сезоне, обыграв в финале ещё раз Дина Джуньху со счетом 10-1.
Селби побеждает на втором по значимости и призовым турнире, после ЧМ, — Чемпионате Великобритании. В финале Марк побеждает ставшего легендарным игрока Ронни О’Салливана со счетом 10-7. 
В преддверии Чемпионата мира Марк выигрывает China Open, на который он не был в прошлом сезоне. В финале он обыграл Марка Уильямса со счетом 10-8. Интересным фактом является то, что Марк Селби стал чемпионом мира после победы на China Open, что до него никому не удавалось.
На Чемпионате мира Селби, по его же словам перед турниром чувствовал себя уверенно и расслаблено. И первые матчи действительно складывались очень легко в его пользу. Сначала он победил Фергала О’Брайана 10-2, потом Сяо Годуна 13-6, затем Марко Фу 13-3. В этом матче Селби отличился, сделав феноменальную серию со множеством сложных шаров в 143 очка - сильнейший результат, который мог бы быть лучшей серией на турнире, но в параллельном сражении Ронни О’Салливан делает редкую серию в 146 очков и перебивает высшую серию Селби.
В полуфинале Марк играет с Дином Джуньху, который в четвертьфинальном матче обыграл Ронни. Это был тяжелейший матч для Селби. Оба соперника играли хорошо, были крупные брейки, мало ошибок, много позиционной борьбы за право вступить в атаку. Но англичанин справляется с китайским игроком со счетом 17-15 и попал на финальный матч с Джоном Хиггинсом, обыгравшим Барри Хокинса в полуфинале с уверенным счетом 17-8.
В финале Селби после первой сессии проигрывал 2-6, показав очень плохую игру. Шары не шли в лузы, отыгрышей не вышло. Но после второй сессии Марк сократил разрыв и счет стал 7:10 в пользу Хиггинса. После третьей сессии Марк уже лидировал со счетом 12-11, показывая уверенную игру. В результате четвёртая сессия закончилась победой Марка Селби на Чемпионате мира 2017 со счетом 18-15. 
Селби стал трехкратным чемпионом мира. В мировом рейтинге Марк становится № 1, впервые в истории снукера набрав более одного миллиона очков.

### Сезон 2017/18
Сезон начался с поражения в четвертьфинале турнира Hong Kong Masters от Нила Робертсона со счетом 3-5. 
На China Championship он проиграл во втором раунде Чжоу Юэлуну со счетом 4-5. 
На турнире Paul Hunter Classic Селби не смог противостоять Майклу Уайту, уступив победу со счетом 1-4 в 1/8 финала. Стюарт Бинэм выбил Марка из четвертьфинала турнира European Masters со счетом 2-4. 
Первый рейтинговый титул он выиграл на турнире International Championship в напряженной борьбе в финале против Марка Аллена, лидируя со счетом 8-3, и завершив матч со счетом 10-7. На турнире Champion of Champions Марк проиграл в четвертьфинале от Луке Бреселю со счетом 4-6. На турнире Шанхай Мастерс игрок Марк Уильямс в 1/8 финала обыграл Селби со счетом 5-3. Позже Селби не смог отыграться Уильямсу и на турнире Masters, где Ульямс выбил его из 1/8 финала со счетом 6-5. 
Третий по счету титул на турнире China Open за последние четыре года карьеры снукерист Селби защитил, выиграв в финале у Барри Хокинса со счетом 13-11. 
Марк лишился звания Чемпиона Мира, которое удерживал 2 года, после поражения в первом раунде против Джо Пэрри. По итогам первой сессии Джо стал лидировать со счетом 7-2. Селби выбыл из Крусибла со слабым счетом 4-10. Несмотря на череду проигрышей, Селби завершил сезон на первом месте в мировом рейтинге.

### Сезон 2018/19
Первое выступление Селби в сезоне произошло на турнире World Open, где он проиграл в 1/16 финала Ноппону Саенгхаму со счетом 4-5. На Чемпионате Китая Марк защитил первый титул в этом году, обыграв в финале Джона Хиггинса со счетом 10-9. Более поздние выступления в сезоне прошли не столь успешно. 
Лучшего результата после игры в Китае Селби добился на чемпионате Северной Ирландии, достигнув полуфинала, где проиграл Ронни О’Салливану со счетом 5-6. Далее последовала серия проигрышей. Он потерпел крупное поражение от Джеймса Кэхилла в первом раунде Чемпионате Великобритании со счетом 3-6. На турнире Masters Джадд Трамп выбил Марка из четвертьфинала со счетом 6-2. Потом Селби принимал участие на трех турнирах серии Коралл (World Grand Prix, Players Championship и Tour Championship), и ни в одном из них не продвинулся дальше четвертьфинала. 
Победа Ронни О`Салливана на турнире Tour Championship лишила Селби мирового лидерства. На Чемпионате мира в 1/8 финала он проиграл Гэри Уилсону со счетом 10-3 и опустился на шестое место в мировом рейтинге.

### Сезон 2019/20
На старте сезона Марк со счётом 9:1 выигрывает у Тома Форда турнир English Open, первый в серии Home Nations Series.
Следующая победа одержана над Джеком Лисовски со счётом 9:6 в турнире Scottish Open. Выиграв этот турнир, Марк поставил неофициальный рекорд. Дело в том, что Home Nations Series состоит из четырёх турниров, по количеству составляющих частей Соединенного королевства — Англии, Шотландии, Северной Ирландии и Уэльса. И за победу во всех четырёх в одном сезоне предусмотрен бонус — £1 миллион. Селби стал первый (и пока единственный) кто выиграл два из четёрых турниров. Ещё одно достижение Марка -  показательнее относительно кондиций игрока — выиграв чемпионат Шотландии, Марк тем самым одержал победу в 11-м по счёту финале, но не подряд, а из тех финалов, в которые он вышел по ходу своей игры в турнирах. 
По итогам сезона Марк в хорошей форме вышел на главное состязание — чемпионат мира. Он дошёл до полуфинала, в котором встретился с Ронни О’Салливаном. Борьба шла практически на равных, Селби вёл 16:14 в матче до 17 побед, но в конце О’Салливан усилился и сменил тактику - в превосходном стиле без единой ошибки победил в трех фреймах подряд, использовав в в каждом из них совсем не свойственные ему дальние удары высокой сложности. В итоге Селби проигрывает О’Салливану со счётом 16:17. После этого на Чемпионате Мира О’Салливан в финальном матче с Кайреном Уилсоном взял свой шестой высший титул в карьере.

### Сезон 2020/21
Этот сезон начался для Селби с победы на турнире European Masters, где в финале со счётом 9:8 обыграл Мартина Гоулда. 
Следующий рейтинговый турнир, ставший победным для Марка — Чемпионат Шотландии. В финале его оппонентом снова был Ронни О’Салливан, отличившийся на предыдущем полуфинале Чемпионата мира.  Марк одолел сильного соперника, выиграв матч со счётом 9:3. До развязки сезона больше побед у Селби не было, несмотря на то, что он показал неплохую игру — выходил в полуфиналы Чемпионата Великобритании (проиграл Нилу Робертсону 5:6) и Мировой Гран-при (проиграл Джеку Лисовски со счётом 6:4). Так же в его активе финал вернувшегося в мейн-тур турнира Shoot Out.
Главное событие сезона — Чемпионат мира 2021 — стало триумфом Селби. 3 первых матча Марк выиграл у соперников: Курта Мэфлина (10:1), Марка Аллена (13:7), Марка Уильямса (13:3, победа была одержана досрочно, за две сессии из трёх). В полуфинале соперником Селби стал Стюарт Бинэм. Матч был напряжённый и долгий, развязка наступила в 32-м фрейме. При счёте 43:59 в пользу Бинэма Марк поставил сложный снукер на зелёном. Стюарт сделал пять неудачных попыток выхода, а на последней биток вышел на удар по зелёному в жёлтую лузу. Марк победил со счётом 17:15 и вышел в финал.
Финальный матч с Шоном Мерфи был не лёгким. Тренером обоих финалистов оказался Крис Хенри. По этому поводу сострил один из комментаторов матча:
«Интересно, как он будет бегать из одной тренировочной в другую и какие давать советы». 
Мерфи, обыгравший в полуфинале Кайрена Уилсона с перевесом в 5 партий, играл очень уверенно. Марку чаще, чем в матче с Бинэмом, удавалось опередить соперника на 2 или 3 фрейма, но Мерфи продолжал борьбу. 
Решающим стал 33-й фрейм. Марк, как и в последнем фрейме полуфинала, отстал в счёте, его соперник уверенно набрал очки. Остался последний красный на плохой позиции — у левого борта между средней и нижней лузами. Мерфи принял решение атаковать, но шар идёт мимо лузы. И Селби продемонстрировал своё умение собраться на решающую стадию фрейма. Ему досталась выигрышная позиция, но с необходимостью сыграть все шары. И Марк справился с этой задачей, несмотря на непростую расстановку цветных - требовались длинные выходы, а на последний чёрный был сделан сложный выход через четыре борта. В результате, со счётом 18:15, Селби завоёвывал свой четвёртый титул чемпиона мира, что поставило его в один ряд с такими игроками, как Стивен Хендри (7 титулов), Стив Дэвис, Ронни О’Салливан, Рэй Риардон (по 6), Джон Хиггинс (4).
Кроме прочего, победа на Чемпионате мира 2021 вывела Марка на второе место в мировом рейтинге, перед ним был Джадд Трамп, опережающий на 124000 очков.

### Сезон 2021/22
Один из худших сезонов для Селби за последние 15 лет. Впервые с сезона 2009/2010 он не выиграл ни одного рейтингового турнира. Максимальным достижением за сезон стал выход в полуфинал World Grand Prix 2021, проигранный со счётом 3:6 Нилу Робертсону.
Выступление на Чемпионате Мира-2022 Селби закончил в 1/8 финала, проиграв со счетом 10:13 Яню Бинтао. 22-й фрейм их матча стал самым продолжительным за 45 лет игры в снукер в Крусибле, он длился 85 минут 22 секунды. В сезонном рейтинге Селби находился на 21-й строчке. 
После поражения в четвертьфинале турнира Masters Марк Селби рассказал о проблемах с ментальным здоровьем. 38-летний спортсмен признался, что страдает депрессией.
В 2022 году Селби был награждён Орденом Британской Империи MBE (кавалер) за выдающиеся заслуги в снукере.

### Сезон 2022/23
Этот сезон был для Селби успешнее предыдущего. В активе спортсмена было два полуфинала — Champion of Champions, где победителем вышел Джадд Трамп 6:3, и Tour Championship, в котором сильнее оказался Шон Мёрфи, обыгравший Селби 10:9. Было несколько четвертьфиналов, среди которых интересно выступление на British Open. 
На этапе 1/8 в матче против Джека Лисовски Селби вёл сильную игру. После набора 88 очков биток неудачно откатился к чёрному борту, заняв позицию между двумя красными, тоже стоявшими недалеко от борта. Селби выполнил непростой удар от двух длинных бортов в среднюю левую лузу, допустив помарку — из-за не точной резки красный шар упал в лузу от губки. В дальнейшем ходе игры у Селби получилось сделать свой четвёртый максимум в карьере.
Два турнира в сезоне оказались для Селби победными — English Open, в котором он обыграл Люку Бреселя 9:6, и новый, впервые проведённый в этом сезоне, турнир WST Classic, который проходил в родном городе Марка - Лестере. Здесь была одержана победа над Пан Цзюньсюй 6:2. Результат турнира оказался неожиданным, поскольку случилось массовое падение рейтингов среди высокорейтинговых игроков на ранних этапах, даже в квалификационных раундах. В полуфинале против Селби вышли два сильных игрока — Джон Хиггинс в 1/4 и Алистер Картер, которых он обыграл со счётом 4:2 и 5:0 соответственно. 
К главному турниру сезона - чемпионату мира - Селби вышел на второй позиции мирового рейтинга. Он прошёл этапы, предшествующие полуфиналу, где встретился с Марком Алленом. Матч получился напряжённым — оба игрока много ошибались, но в итоге Селби выиграл 17:15, обеспечив себе выход в финал. 
В финале Селби соперничал с Люкой Бреселем, до этого хорошо прошедшим свой путь к финалу. Уверенно начав финал, первую сессию Бресель выиграл со счётом 6:2. Во второй сессии доминировал Селби, закончив её с минимальным отставанием, 8:9. В предпоследнем фрейме Марк сделал второй в этом сезоне и пятый в своей карьере максимум. Это был первый за историю чемпионата мира максимум, исполненный в финальном матче. 
Казалось, что игра четырёхкратного чемпиона мира выправилась, однако в следующей сессии Бресель вернул лидирующие позиции, и к заключительному отрезку матча вырвался вперёд со счётом 15:10. В последней сессии, проиграв первый фрейм, Селби наконец приблизился к сопернику — 15:16, но в конце игры на 32 фрейме он ошибся на ударе по чёрному шару. Бресель взял этот фрейм, а в следующем исполнил сенчури в 112 очков и со счётом 18:15 заслуженно получил титул чемпиона мира.
По итогом сезона Селби переместился со второй строчки мирового рейтинга на пятую. Кубок чемпиона мира в четвёртый раз за всю историю турнира покинул Британию и впервые отправился в континентальную Европу.

### Сезон 2023/24
Сезон выдался для Марка неудачным — ни одной победы в мейн-туре. 3 выхода в полуфинал (European Masters, проигрыш Барри Хокинсу 4:6; Шанхай Мастерс, проигрыш Ронни О’Салливану 7:10; Players Championship, проигрыш Аньда Чжану 5:6) и один финал — British Open, проигрыш Марку Уильямсу 7:10. Единственная победа в сезоне — в Чемпионате Лиги (пригласительный турнир) над Джо О’Коннором.
После поражения в первом раунде на Tour Championship от Гэри Уилсона (8:10) Селби заявил:

«Я был жалок от начала до конца и не заслуживал победы. Если я продолжу так играть, то наверняка выберу для себя какую-нибудь другую карьеру…Я всегда говорил, что если снукер перестанет приносить мне удовольствие, я закончу. Не имеет значения, какое место я занимаю в рейтинге, 1-е или 128-е.
Если такое же выступление повторится на чемпионате мира, я закончу».
Оригинальный текст (англ.)"I felt flat, it’s a big tournament and if you can’t get yourself up for events like this there’s something wrong. I have always said that if I get to the point where I am not enjoying it, it doesn’t matter whether you are number one in the world or number 128, I won’t carry on playing. I am still putting the work in, but if you practise for performances like that it seems pointless. If I put in the same performance in Sheffield, that will be me done."

После этого заявления последовало выступление на чемпионате мира, где Марк проиграл первый раунд (1/16 финала) Джо О’Коннору со счетом 6:10. После этого Селби ещё более серьёзно задумался о продолжении своей карьеры. «Я поговорю с [женой] Викки и рассмотрю варианты… Большую часть этого сезона я не получал от игры удовольствия. Я перестал играть свободно. И это не дает мне покоя. Снукер оказывает на меня психологическое воздействие, а это не то, чем я хотел бы заниматься. Счастье важнее. Я многого достиг в игре, но я все ещё не могу выйти на поле и наслаждаться игрой. Если я все же решу продолжить, мне нужно будет с кем-то поработать, чтобы решить эту проблему».
Однако по итогам сезона в мировом рейтинге Селби спустился всего на один пункт, с пятого места на шестое, оставаясь тем самым на весьма высокой позиции в топ-16.

## Личная жизнь
В начале 2011 года Селби и его подруга Виктория (Викки) Лейтон, с которой он встречается уже 4 года, объявили о помолвке. Свадьба состоялась 24 мая.
11 ноября 2014 года родилась дочь София Мария.

## Места в мировом табеле о рангах
| Сезон                          | Место |
| ------------------------------ | ----- |
| 1999/00                        | Дебют |
| 2000/01                        | 122   |
| 2001/02                        | 95    |
| 2002/03                        | 56    |
| 2003/04                        | 29    |
| 2004/05                        | 36    |
| 2005/06                        | 39    |
| 2006/07                        | 28    |
| 2007/08                        | 11    |
| 2008/09                        | 4     |
| 2009/10                        | 7     |
| 2010/11                        | 9     |
| 2010/11. 2-й пересчёт          | 9     |
| 2010/11. 3-й пересчёт          | 6     |
| 2010/11. 4-й пересчёт          | 4     |
| 2011/12                        | 3     |
| 2011/12. 2-й — 4-й пересчёт    | 1     |
| 2012/13. 1 и 2-й пересчёт      | 1     |
| 2012/2013. 3-й пересчёт        | 2     |
| 2012/2013. 4 и 5-й пересчёт    | 1     |
| 2013/14. 1-й пересчёт          | 1     |
| 2013/14. со 2 по 7-й пересчёты | 2     |
| 2014/15. 1-й пересчёт          | 1     |
| 2014/15. 2-й пересчёт          | 2     |
| 2014/15. 3 и 4-й пересчёт      | 1     |
| 2014/15. 5-й пересчёт          | 4     |
| 2014/15. 6,7 и 8-й пересчёт    | 1     |
| 2015/16                        | 1     |
| 2016/17                        | 1     |
| 2017/18                        | 1     |
| 2018/19                        | 6     |
| 2019/20                        | 4     |
| 2020/21                        | 2     |
| 2021/22                        | 3     |
| 2022/23                        | 5     |
| 2023/24                        | 6     |

## Победы на турнирах

### Рейтинговые турниры
- Чемпионат мира по снукеру — 2014, 2016, 2017, 2021
- Welsh Open — 2008
- Players Tour Championship 2010/2011 — Этап 2 (низкорейтинговый)
- Players Tour Championship 2011/2012 — Этап 4 (низкорейтинговый)
- Shanghai Masters — 2011
- Players Tour Championship 2012/2013 — Этап 1 (низкорейтинговый)
- UK Championship — 2012, 2016
- Players Tour Championship 2012/2013 — Этап 6 (низкорейтинговый)
- Players Tour Championship 2013/2014 — Этап 7 (низкорейтинговый)
- Players Tour Championship 2014/2015 — Этап 1 (низкорейтинговый)
- German Masters — 2015
- Открытый чемпионат Китая по снукеру — 2015
- Paul Hunter Classic — 2016
- International Championship — 2016
- Открытый чемпионат Китая по снукеру — 2017
- English Open — 2019, 2022
- Scottish Open — 2019, 2020
- European Masters 2020
- WST Classic 2023

### Другие турниры
- Masters — 2008, 2010, 2013
- Sangsom Six-red World Championship — 2010
- Wuxi Classic — 2011

## Участия в финалах

### Рейтинговые турниры: 33 (22 титула, 11 поражений)
| World Championship (4-1) |
| UK Championship (2-1)    |
| другие турниры (16-8)    |

| Результат | №   | Год  | Турнир                     | Соперник         | Счет  |
|           | 1.  | 2003 | Scottish Open              | Дэвид Грей       | 7-9   |
|           | 2.  | 2007 | Чемпионат мира             | Джон Хиггинс     | 13-18 |
| Победа    | 1.  | 2008 | Welsh Open                 | Ронни О’Салливан | 9-8   |
|           | 3.  | 2011 | German Masters             | Марк Уильямс     | 7-9   |
|           | 4.  | 2011 | China Open                 | Джадд Трамп      | 8-10  |
| Победа    | 2.  | 2011 | Shanghai Masters           | Марк Уильямс     | 10-9  |
|           | 5.  | 2012 | Welsh Open                 | Дин Джинху       | 6-9   |
| Победа    | 3.  | 2012 | UK Championship            | Шон Мёрфи        | 10-6  |
|           | 6.  | 2013 | China Open (2)             | Нил Робертсон    | 6-10  |
|           | 7.  | 2013 | UK Championship            | Нил Робертсон    | 7-10  |
|           | 8.  | 2014 | World Open                 | Шон Мёрфи        | 6-10  |
| Победа    | 4.  | 2014 | Чемпионат мира             | Ронни О’Салливан | 18-14 |
| Победа    | 5.  | 2015 | German Masters             | Шон Мёрфи        | 9-7   |
| Победа    | 6.  | 2015 | China Open                 | Гэри Уилсон      | 10-2  |
| Победа    | 7.  | 2016 | Чемпионат мира (2)         | Дин Джинху       | 18-14 |
| Победа    | 8.  | 2016 | Paul Hunter Classic        | Том Форд         | 4-2   |
|           | 9.  | 2016 | Shanghai Masters           | Дин Джинху       | 6-10  |
| Победа    | 9.  | 2016 | International Championship | Дин Джинху       | 10-1  |
| Победа    | 10. | 2016 | UK Championship (2)        | Ронни О’Салливан | 10-7  |
| Победа    | 11. | 2017 | China Open (2)             | Марк Уильямс     | 10-8  |
| Победа    | 12. | 2017 | Чемпионат мира (3)         | Джон Хиггинс     | 18-15 |
| Победа    | 13. | 2017 | International Championship | Марк Аллен       | 10-7  |
| Победа    | 14. | 2018 | China Open (3)             | Барри Хокинс     | 11-3  |
| Победа    | 15. | 2018 | China Championship         | Джон Хиггинс     | 10-9  |
| Победа    | 16. | 2019 | English Open               | Дэвид Гилберт    | 9-1   |
| Победа    | 17. | 2019 | Scottish Open              | Джек Лисовски    | 9-6   |
| Победа    | 18. | 2020 | European Masters           | Мартин Гоулд     | 9-8   |
| Победа    | 19. | 2020 | Scottish Open (2)          | Ронни О’Салливан | 9-3   |
|           | 10. | 2021 | Shoot Out                  | Райан Дэй        | 0-1   |
| Победа    | 20. | 2021 | Чемпионат мира (4)         | Шон Мёрфи        | 18-15 |
| Победа    | 21. | 2022 | English Open (2)           | Лука Бресель     | 9-6   |
| Победа    | 22. | 2022 | WST Classic                | Пан Цзюньсюй     | 6-2   |
|           | 11. | 2023 | Чемпионат мира             | Лука Бресель     | 15-18 |

### Низкорейтинговые турниры: 10 (7 побед, 3 поражения)
| Результат | №  | Год  | Турнир                              | Соперник         | Счет |
| --------- | -- | ---- | ----------------------------------- | ---------------- | ---- |
| Победа    | 1. | 2010 | Players Tour Championship — Event 2 | Барри Пинчес     | 4-3  |
| Победа    | 2. | 2011 | Paul Hunter Classic                 | Марк Дэвис       | 4-0  |
| Победа    | 3. | 2012 | Paul Hunter Classic (2)             | Джо Свэйл        | 4-1  |
|           | 1. | 2012 | Antwerp Open                        | Марк Аллен       | 1-4  |
| Победа    | 4. | 2013 | FFB Open                            | Грэм Дотт        | 4-3  |
|           | 2. | 2013 | Yixing Open                         | Джо Пэрри        | 1-4  |
|           | 3. | 2013 | Rotterdam Open                      | Марк Уильямс     | 3-4  |
| Победа    | 5. | 2013 | Antwerp Open                        | Ронни О’Салливан | 4-3  |
| Победа    | 6. | 2014 | Riga Open                           | Марк Аллен       | 4-3  |
| Победа    | 7. | 2016 | Gdynia Open                         | Мартин Гоулд     | 4-1  |

### Нерейтинговые турниры: 16 (8 побед, 8 поражений)
| Masters (3-2)        |
| Premier League (0-1) |
| другие турниры (5-5) |

| Результат | №  | Год  | Турнир                           | Соперник         | Счет |
|           | 1. | 2006 | Masters (квалификация)           | Стюарт Бинэм     | 2-6  |
| Победа    | 1. | 2007 | Warsaw Snooker Tour              | Джон Хиггинс     | 5-3  |
| Победа    | 2. | 2008 | The Masters                      | Стивен Ли        | 10-3 |
|           | 2. | 2008 | Championship League              | Джо Пэрри        | 1-3  |
|           | 3. | 2008 | World Series of Snooker — Jersey | Джон Хиггинс     | 3-6  |
|           | 4. | 2008 | Jiangsu Classic                  | Дин Джинху       | 5-6  |
|           | 5. | 2008 | Premier League Snooker           | Ронни О’Салливан | 2-7  |
|           | 6. | 2009 | The Masters                      | Ронни О’Салливан | 8-10 |
|           | 7. | 2009 | Championship League              | Джадд Трамп      | 2-3  |
| Победа    | 3. | 2010 | The Masters (2)                  | Ронни О’Салливан | 10-9 |
| Победа    | 4. | 2011 | Wuxi Classic                     | Али Картер       | 9-7  |
| Победа    | 5. | 2012 | HK Spring Trophy                 | Эндрю Хиггинсон  | 6-1  |
| Победа    | 6. | 2013 | The Masters (3)                  | Нил Робертсон    | 10-6 |
|           | 8. | 2014 | The Masters                      | Ронни О’Салливан | 4-10 |
| Победа    | 7. | 2017 | Haining Open                     | Том Форд         | 5-1  |
| Победа    | 8. | 2017 | Haining Open                     | Ли Хан           | 5-4  |

## Серийность
| Season    | Centuries | CP  | Frames/Centuries | FP  | Highest Break | Frames/70’s (70/F*100 %) | Frames/50’s (50/F*100 %) | Rank |
| --------- | --------- | --- | ---------------- | --- | ------------- | ------------------------ | ------------------------ | ---- |
| 1999—2000 | 2         | 61  | 78,5             | 56  | 128           |                          |                          | F    |
| 2000—2001 |           |     |                  |     |               |                          |                          | F    |
| 2001—2002 | 4         | 52  | 91               | 89  | 127           |                          |                          | F    |
| 2002—2003 | 7         | 26  | 37,29            | 42  | 134           |                          |                          | F    |
| 2003—2004 | 1         | 131 | 96               | 101 | 122           |                          |                          | F    |
| 2004—2005 | 3         | 68  | 60,33            | 63  | 138           |                          |                          | F    |
| 2005—2006 | 7         | 22  | 22,71            | 18  | 138           |                          |                          | F    |
| 2006—2007 | 31        | 2   | 9,74             | 2   | 139(2)        | 5,49 (18,2 %)            | 3,43 (29,2 %)            | C    |
| 2007—2008 | 27        | 5   | 14,22            | 7   | 141           |                          |                          | D+   |
| 2008—2009 | 41        | 2   | 8,8              | 2   | 145           | 3,68 (27,2 %)            | 2,58 (38,8 %)            | U+   |
| 2009—2010 | 22        | 5   | 13,55            | 6   | 147           | 5,52 (18,1 %)            | 2,98 (33,6 %)            | C    |
| 2010—2011 | 55        | 1   | 11,58            | 2   | 142           | 4,72 (21,2 %)            | 2,83 (35,3 %)            | B    |
| 2011—2012 | 54        | 1   | 11,3             | 3   | 145           | 4,55 (22 %)              | 2,69 (37,2 %)            | B+   |
| 2012—2013 | 37        | 5   | 15,89            | 9   | 144           | 5,3 (18,9 %)             | 2,79 (35,8 %)            | C    |
| 2013—2014 | 49        | 5   | 15,61            | 8   | 147           | 5,71 (17,5 %)            | 2,83 (35,3 %)            | C    |
| 2014—2015 | 33        | 7   | 12,79            | 5   | 145           | 5,41 (18,5 %)            | 2,57 (38,9 %)            | B    |
| 2015—2016 | 47        | 1   | 12,7             | 8   | 141           | 4,98 (20 %)              | 2,4 (41,7 %)             | B+   |
| 2016—2017 | 56        | 2   | 11,73            | 7   | 143           | 4,16 (24 %)              | 2,34 (42,7 %)            | A+   |
| 2017—2018 | 44        | 8   | 11,27            | 8   | 143(3)        | 4,59 (21,8 %)            | 2,54 (39,4 %)            | A-   |
| 2018—2019 | 63        | 3   | 8,37             | 4   | 147           | 4,15 (24,1 %)            | 2,35 (42,6 %)            | U+   |

| Обозначения** |
| Менее 35 % тура показывает подобный уровень серийности или выше (F/70’s = 5,51 — 7 \|\| F/50’s = 2,91 — 3,3).                                                                                                   |
| Менее 20 % тура показывает подобный уровень серийности или выше (F/70’s = 4,71 — 5,5 \|\| F/50’s = 2,61 — 2,9).                                                                                                 |
| Менее 10 % тура показывает подобный уровень серийности или выше (F/70’s = 4 — 4,7 \|\| F/50’s = 2,36 — 2,6). |
| Менее 5 % тура показывает подобный уровень серийности или выше (F/70’s = 3,71 — 3,99 \|\| F/50’s = 2,21 — 2,35).                                                                                                |
| Рекордный уровень серийности — за всю историю снукера ещё лишь 2 игрока (Ронни О’Салливан и один раз Нил Робертсон 3,7 в 2017—2018) показали подобный уровень (F/70’s = 3,7 и менее \|\| F/50’s = 2,2 и менее). |

Centuries — количество сотенных серий за сезон.
CP — место по количеству сотенных серий относительно других игроков.
Frames/Centuries — количество фреймов, затраченных на выполнение одной сотенной серии.
FP — место по количеству фреймов, затраченных на выполнение одной сотенной серии, относительно других игроков.
Highest Break — наивысший брейк.
Frames/70’s (70/F*100 %) — количество фреймов, затраченных на выполнение одного брейка в 70 и более очков, а также процент фреймов, проведённых с такой серией.
Frames/50’s (50/F*100 %) — количество фреймов, затраченных на выполнение одного брейка в 50 и более очков, а также процент фреймов, проведённых с такой серией.
Rank — общий уровень серийности на основании всех показателей (F , E , D, C — высокая, B — очень высокая, A — выдающаяся, U, S).
* При подсчёте места учитываются только те игроки, кто сыграл за сезон 100 фреймов и более.
** Все сравнения сделаны относительно уровня игры в снукер 2011—2019 годов.